# Иван Демерджиев
Иван Демерджиев е български юрист и политик.

## Биография
Демерджиев е роден в Пловдив през 1975 г.
През 2001 г. завършва магистърска степен по право в „Пловдивския университет Паисий Хилендарски“. Бил е председател на Асоциацията на студентите юристи, Пловдив.
От октомври 2001 г. е адвокат, вписан в Адвокатската колегия в Пловдив. През февруари 2007 г. става съдружник и управител на Адвокатско дружество „Демерджиев, Петров и Баев“.
От юни 2016 г. е член на Адвокатския съвет на Адвокатската колегия в Пловдив, а в периода от юли 2016 до февруари 2019 г. е секретар на съвета. Между февруари 2019 и май 2021 г. е председател на колегията.
От 12 май 2021 г. е служебен заместник-министър на правосъдието, а от 29 октомври 2021 г. е служебен министър на правосъдието във второто правителство на Стефан Янев.
Демерджиев е женен, с 2 деца.